# Cách mạng Libya 1969
Cuộc cách mạng Libya năm 1969 (tiếng Ả Rập: انقلاب 1969 في ليبيا), còn được gọi là Cách mạng al-Fateh hay Cách mạng ngày 1 tháng 9, đã đánh dấu một bước ngoặt quan trọng trong lịch sử Libya. Sự kiện này được khởi xướng bởi Phong trào Sĩ quan Tự do, một nhóm sĩ quan quốc gia theo chủ nghĩa dân tộc Ả Rập và chủ nghĩa Nasser trong Quân đội Libya. Cuộc cách mạng đã dẫn đến việc lật đổ Vua Idris I và chế độ quân chủ Senussi, thiết lập Cộng hòa Ả Rập Libya thay thế.
Cuộc đảo chính chủ yếu do Đại tá Muammar Gaddafi dẫn đầu, người đã nổi lên như là lãnh đạo Phong trào Sĩ quan Tự do. Đến cuối những năm 1960, chính phủ Vua Idris ngày càng trở nên không được lòng dân do quản lý kém và tham nhũng, khiến chế độ này suy yếu và dễ bị suy yếu trước làn sóng chủ nghĩa quốc gia Ả Rập đang lan rộng khắp khu vực. Vào ngày 1 tháng 9 năm 1969, khi Vua Idris đang ở Thổ Nhĩ Kỳ để điều trị y tế, Gaddafi và các sĩ quan đồng đội của mình đã tổ chức một cuộc đảo chính từ Benghazi. Cuộc đảo chính diễn ra không đổ máu và những người cách mạng nhanh chóng giành quyền kiểm soát đất nước.
Thái tử Hasan as-Senussi, người được cho là sẽ kế vị Vua Idris, đã từ bỏ quyền lên ngôi sau cuộc cách mạng. Sau đó, Libya được tuyên bố là một nước cộng hòa tự do và có chủ quyền bởi Hội đồng Chỉ huy Cách mạng (RCC) mới thành lập, với Gaddafi làm chủ tịch và trở thành người đứng đầu nhà nước. Điều này đánh dấu khởi đầu thời kỳ cai trị kéo dài hơn bốn thập kỷ của Gaddafi đối với Libya.

## Bối cảnh
Việc phát hiện ra các mỏ dầu lớn vào năm 1959 đã thay đổi đáng kể bối cảnh kinh tế Libya. Từ một trong những quốc gia nghèo nhất thế giới, Libya nhanh chóng trở thành một quốc gia giàu có nhờ thu nhập từ việc bán dầu mỏ. Tuy nhiên, sự thay đổi kinh tế nhanh chóng này cũng dẫn đến bất mãn nội bộ đáng kể. Phần lớn sự giàu có từ dầu mỏ tập trung vào tay Vua Idris và một nhóm nhỏ lãnh đạo cấp cao, điều này đã làm tăng sự phẫn nộ trong công chúng. Hơn nữa, chế độ quân chủ Libya đã ít nỗ lực để thống nhất đất nước hoặc giải quyết các vấn đề quản trị nội bộ, dẫn đến sự bất mãn lan rộng trong dân chúng.
Đến cuối những năm 1960, một số phong trào ý thức hệ như chủ nghĩa Nasser, chủ nghĩa Ba'ath và chủ nghĩa quốc gia/xã hội chủ nghĩa Ả Rập đang gia tăng sức mạnh trên khắp Thế giới Ả Rập, càng làm tăng thêm sự bất mãn ở Libya. Giữa lúc sự bất mãn gia tăng này, Cơ quan Tình báo Trung ương Hoa Kỳ (CIA) đã dự đoán khả năng xảy ra một cuộc đảo chính do các thành phần trong Lực lượng Vũ trang Libya thực hiện. Mặc dù CIA biết về Phong trào Sĩ quan Tự do của Gaddafi, nhưng sự chú ý chính của họ lại tập trung vào nhóm cách mạng "Giày Đen" của Abdul Aziz Shalhi. Abdul Aziz Shalhi và anh trai của ông, Omar, là những nhân vật có ảnh hưởng ở Libya, là con trai của Ibrahim Shalhi, cố vấn trưởng lâu năm của Vua Idris, người đã bị cháu trai Hoàng hậu Fatima ám sát vào năm 1954.
Sau vụ ám sát Ibrahim Shalhi, anh em nhà Shalhi đã được Vua Idris ủng hộ, đặc biệt là ở khu vực có ảnh hưởng Cyrenaica. Tuy nhiên, ảnh hưởng ngày càng tăng và tham nhũng của gia đình Shalhi đã gây thêm sự bất mãn trong dân chúng Libya. Người Anh, những người duy trì sự hiện diện quân sự đáng kể ở Libya và có quan hệ chặt chẽ với bộ chỉ huy cao cấp quân đội Libya, cũng tin rằng một cuộc đảo chính là điều không thể tránh khỏi. Bộ trưởng Bộ Quốc phòng Anh Denis Healey sau này đã ghi nhận trong hồi ký năm 1991 rằng sự sụp đổ chế độ quân chủ bởi một cuộc đảo chính quân sự dường như là điều tất yếu và gia đình Shalhi là ứng cử viên sáng giá để dẫn đầu cuộc tiếp quản như vậy.
Người Anh được cho là ưa thích việc gia đình Shalhi lên nắm quyền do lo ngại rằng Thái tử Hasan as-Senussi có thể rơi vào ảnh hưởng chủ nghĩa Nasser, có khả năng biến Libya thành một quốc gia chư hầu của Ai Cập và liên kết với Liên Xô. Do đó, họ coi gia đình Shalhi có khả năng tiếp tục các chính sách thân phương Tây của Idris hơn. Giai đoạn chuẩn bị cho sự biến động chính trị đã được thiết lập, với nhiều phe phái sẵn sàng giành quyền kiểm soát trong một Libya ngày càng bất ổn.

## Đảo chính
Đến tháng 4 năm 1969, anh em nhà Shalhi đã củng cố vững chắc quyền lực tại Libya. Abdul Aziz Shalhi đã vươn lên vị trí Tổng Tham mưu trưởng Quân đội Libya, trong khi Omar Shalhi, trở thành cố vấn hoàng gia. Omar càng củng cố ảnh hưởng hơn nữa bằng cách kết hôn với con gái của một cựu Thủ tướng trong một buổi lễ xa hoa, điều này làm gia tăng thêm sự phẫn nộ công chúng đối với chế độ quân chủ. Khi tin đồn về một cuộc đảo chính của anh em nhà Shalhi lan truyền, Vua Idris đã đi ra nước ngoài đến Thổ Nhĩ Kỳ và Hy Lạp vào giữa năm 1969. Trong thời gian ở nước ngoài, Idris đã đề nghị thoái vị khi đang đi nghỉ ở Hy Lạp sau khi biết về việc phân phát các ấn phẩm chống Idris.
Nhận thấy sự bất ổn ngày càng gia tăng và mối đe dọa sắp xảy ra do anh em nhà Shalhi gây ra, Gaddafi và Phong trào Sĩ quan Tự do của ông đã thấy cơ hội để hành động. Vào ngày 1 tháng 9 năm 1969, họ phát động "Chiến dịch Jerusalem", một cuộc đảo chính được phối hợp tốt nhằm lật đổ chế độ quân chủ trước khi anh em nhà Shalhi có thể nắm quyền.
Vào sáng ngày 1 tháng 9, khoảng 70 sĩ quan trẻ trong quân đội, được biết đến với tên gọi Phong trào Sĩ quan Liên hiệp Tự do, cùng với những người lính chủ yếu từ Binh đoàn Truyền tin, đã giành quyền kiểm soát chính phủ và bãi bỏ chế độ quân chủ Libya. Cuộc đảo chính, bắt đầu ở Benghazi, diễn ra nhanh chóng và hiệu quả, chỉ kéo dài hai giờ để hoàn thành. Các đơn vị quân đội nhanh chóng tập hợp sau những người lãnh đạo đảo chính, và trong vòng vài ngày, quyền kiểm soát quân sự đã được thiết lập ở Tripoli và khắp phần còn lại của đất nước.
Những Sĩ quan Tự do đã chiếm đóng chiến lược các địa điểm quan trọng, bao gồm sân bay, kho cảnh sát, đài phát thanh và văn phòng chính phủ ở cả Tripoli và Benghazi. Chính Gaddafi đã chiếm được trại Barqa ở Benghazi, trong khi các sĩ quan khác chiếm giữ các cơ sở quân sự quan trọng. Umar Muhayshi chiếm trại Tripoli, và Jalloud tiếp quản các đơn vị pháo phòng không thành phố. Khweldi Hameidi chiếm đài phát thanh Tripoli và được giao nhiệm vụ bắt giữ Thái tử Sayyid Hasan ar-Rida al-Mahdi as-Sanussi, buộc ông phải từ bỏ quyền lên ngôi.
Khi các lãnh đạo đảo chính bắt giữ Abdul Aziz Shalhi, ông được cho là đã kêu lên trong sự hoài nghi: "Không, các người thật ngu ngốc, cuộc đảo chính không phải là đêm nay!" Phản ứng này nhấn mạnh cách mà Phong trào Sĩ quan Tự do đã khéo léo vượt qua anh em nhà Shalhi, nắm bắt thời cơ để giành quyền kiểm soát Libya.
Cuộc đảo chính đã nhận được sự ủng hộ nhiệt tình, đặc biệt là từ giới trẻ ở các khu vực đô thị. Mặc dù có những lo ngại ban đầu, nhưng không có sự kháng cự đáng kể nào ở Cyrenaica và Fezzan, và cuộc đảo chính đã được thực hiện mà không có bất kỳ báo cáo nào về các trường hợp tử vong hoặc sự cố bạo lực.
Phong trào Sĩ quan Tự do, nhận trách nhiệm cho cuộc đảo chính, được lãnh đạo bởi một ban lãnh đạo gồm mười hai thành viên được gọi là Hội đồng Chỉ huy Cách mạng (RCC). Hội đồng đã trở thành chính phủ mới của Libya sau cuộc đảo chính. Trong tuyên bố ban đầu của Hội đồng vào ngày 1 tháng 9, Hội đồng tuyên bố Libya là một quốc gia tự do và có chủ quyền mang tên Cộng hòa Ả Rập Libya. Hội đồng nhấn mạnh cam kết của mình đối với "tự do, đoàn kết và công bằng xã hội", hứa hẹn bình đẳng cho tất cả công dân và cơ hội làm việc danh dự. Hội đồng đã miêu tả sự cai trị của người Thổ Nhĩ Kỳ, Ý và chính phủ "phản động" bị lật đổ như thuộc về "thời kỳ đen tối" và kêu gọi người dân Libya tiến lên như những "anh em tự do" vào một kỷ nguyên mới của thịnh vượng, bình đẳng và danh dự.

## Sự kiện sau đảo chính
Sau cuộc đảo chính, mối quan tâm tức thời của chính phủ mới là mối đe dọa tiềm tàng từ Vua Idris bị phế truất hoặc người thừa kế của ông, Hasan as-Senussi. Hasan, cùng với các quan chức dân sự và quân sự cấp cao khác của chính phủ hoàng gia, bao gồm cả Abdul Aziz Shalhi, đã bị giam giữ trong cuộc đảo chính. Tuy nhiên, mối đe dọa này nhanh chóng giảm bớt khi Hasan công khai từ bỏ quyền kế vị ngai vàng, bày tỏ sự ủng hộ đối với chính phủ mới và kêu gọi người dân chấp nhận nó một cách hòa bình.
Trong khi đó, Omar Shalhi, người đã trốn khỏi Libya, tìm kiếm sự can thiệp từ nước ngoài để khôi phục chế độ quân chủ. Vào ngày 2 tháng 9 năm 1969, ông liên lạc với Ngoại trưởng Anh Michael Stewart tại London, yêu cầu sự can thiệp quân sự của Anh, nhưng Stewart từ chối cung cấp bất kỳ sự hỗ trợ nào. Sau đó, Omar đến Hoa Kỳ, nhưng chính quyền Nixon đã lạnh nhạt tiếp đón ông, chỉ cho phép ông gặp một đại diện cấp trung của Hoa Kỳ tại Liên Hợp Quốc. Đồng thời, Vua Idris, người đã liên lạc với Tổng thống Ai Cập Nasser, đã tách mình ra khỏi những nỗ lực của Omar Shalhi trong việc tìm kiếm sự can thiệp từ nước ngoài. Idris cho biết ông không có ý định trở lại Libya và đổi lại, được Hội đồng Chỉ huy Cách mạng đảm bảo về sự an toàn gia đình ông ở Libya. Idris đã chọn cư trú tại Ai Cập một lần nữa, nơi ông sống cho đến khi qua đời vào năm 1983.
Vào ngày 7 tháng 9 năm 1969, Hội đồng Chỉ huy Cách mạng đã bổ nhiệm một nội các mới để quản lý nước cộng hòa mới được tuyên bố. Mahmud Sulayman al-Maghribi, một kỹ thuật viên được đào tạo tại Mỹ, người đã bị giam giữ từ năm 1967 vì các hoạt động chính trị của mình, đã được bổ nhiệm làm thủ tướng. Hội đồng Bộ trưởng mới gồm tám thành viên chủ yếu là dân sự, ngoại trừ hai sĩ quan quân đội, Adam Said Hawwaz và Musa Ahmad, những người không thuộc Hội đồng Chỉ huy Cách mạng. Tuy nhiên, hai sĩ quan này sớm bị cáo buộc có liên quan đến một âm mưu đảo chính thất bại chống lại Hội đồng Chỉ huy Cách mạng vào tháng 12 năm 1969.
Hội đồng Bộ trưởng có nhiệm vụ thực hiện các chính sách chung do Hội đồng Chỉ huy Cách mạng đề ra. Ngày hôm sau, Hội đồng Chỉ huy Cách mạng thăng cấp cho Đại úy Gaddafi lên hàm đại tá và bổ nhiệm ông làm Tổng tư lệnh Lực lượng Vũ trang Libya, củng cố vai trò lãnh đạo của ông. Mặc dù ban đầu Hội đồng Chỉ huy Cách mạng giữ bí mật danh tính các thành viên cho đến tháng 1 năm 1970, nhưng rõ ràng rằng Gaddafi là người đứng đầu Hội đồng Chỉ huy Cách mạng và là lãnh đạo trên thực tế của Libya.
Các nhà phân tích nhanh chóng nhận thấy những điểm tương đồng giữa cuộc đảo chính Libya năm 1969 và cuộc cách mạng năm 1952 của Ai Cập dưới sự lãnh đạo của Gamal Abdel Nasser. Phong trào Sĩ quan Tự do Libya rõ ràng đã được truyền cảm hứng từ kinh nghiệm của Ai Cập và sự lãnh đạo lôi cuốn của Nasser. Trong những tháng sau cuộc đảo chính, Hội đồng Chỉ huy Cách mạng đã bắt tay vào một loạt cải cách trong nước. Họ tuyên bố Libya trung lập trong Chiến tranh Lạnh, phản đối chủ nghĩa thực dân và đế quốc, và cam kết đoàn kết Ả Rập và ủng hộ sự nghiệp của người Palestine chống lại Israel. Hội đồng Chỉ huy Cách mạng cũng khẳng định Libya là một phần của "quốc gia Arab" và duy trì Hồi giáo là quốc giáo.
Hội đồng Chỉ huy Cách mạng đã giải tán các thể chế nghị viện của vương quốc cũ và nắm giữ tất cả quyền lập pháp. Lệnh cấm các đảng phái chính trị, có hiệu lực từ năm 1952, tiếp tục được duy trì dưới chế độ mới. Chính phủ đã bác bỏ chủ nghĩa cộng sản, chủ yếu do các nguyên tắc vô thần, và thay vào đó thúc đẩy một phiên bản chủ nghĩa xã hội Ả Rập kết hợp các giá trị Hồi giáo với các cải cách xã hội, kinh tế và chính trị. Ý thức hệ này nhằm tái định hình xã hội Libya theo hướng chủ nghĩa dân tộc Arab và chủ nghĩa xã hội Hồi giáo, đồng thời tạo khoảng cách cho đất nước khỏi cả chủ nghĩa tư bản phương Tây và chủ nghĩa cộng sản phương Đông.

## Đối ngoại
Trên trường quốc tế, Gaddafi can thiệp vào công việc nội bộ của nhiều quốc gia:
- Ông ủng hộ "Cuộc cách mạng Hồi giáo" ở Tchad chống lại sự cai trị của thiểu số Kitô giáo do người Pháp thiết lập dưới sự lãnh đạo của François Tombalbaye.
- Ông hỗ trợ mạnh mẽ người Hồi giáo ở miền Nam Philippines. Tripoli đã trở thành địa điểm đàm phán giữa chính phủ Philippines và người Hồi giáo vào năm 1976, kết thúc bằng việc trao quyền tự trị cho các tỉnh miền Nam.
- Gaddafi ủng hộ nhà độc tài Idi Amin ở Uganda.
- Ông đứng về phía Pakistan trong cuộc xung đột với Ấn Độ năm 1971 và phản đối Bangladesh độc lập

Gaddafi đã củng cố quan hệ với Liên Xô vào năm 1974 sau chuyến thăm của Abdul Salam Jalloud, người đứng thứ hai trong chính quyền Libya, đến Moskva và ký kết các thỏa thuận hữu nghị và vũ khí. Ngày 2 tháng 3 năm 1977, Gaddafi "từ chức" khỏi tất cả các vị trí chính thức và tập trung "lãnh đạo cuộc cách mạng ở Libya".